# ويم رايماكيرس
ويم رايماكيرس (4 أبريل 1985 بهاسلت في بلجيكا - ) هو لاعب كرة قدم بلجيكي في مركز الدفاع. لعب مع آود هيفرلي لوفين ودين بوستش وفاسلاند بيفيرين ونادي جينك ونادي دلهي ديناموس ولوميل يونايتد.

## وصلات خارجية
- ويم رايماكيرس على موقع قاعدة بيانات كرة القدم.إي يو (الإنجليزية)
- ويم رايماكيرس على موقع Soccerway.com (الإنجليزية)